# Diócesis de Odesa-Simferópol
La diócesis de Odesa-Simferópol (en latín: Dioecesis Odesensis-Sympheropolitana, en ucraniano: Одесько-Сімферопольська дієцезія y en ruso: Диоцез Одессы-Симферополя) es una circunscripción eclesiástica de la Iglesia católica en Ucrania. Se trata de una diócesis latina, sufragánea de la arquidiócesis de Leópolis. Desde el 18 de febrero de 2020 su obispo es Stanislav Šyrokoradjuk, de la Orden de Frailes Menores.

## Territorio y organización

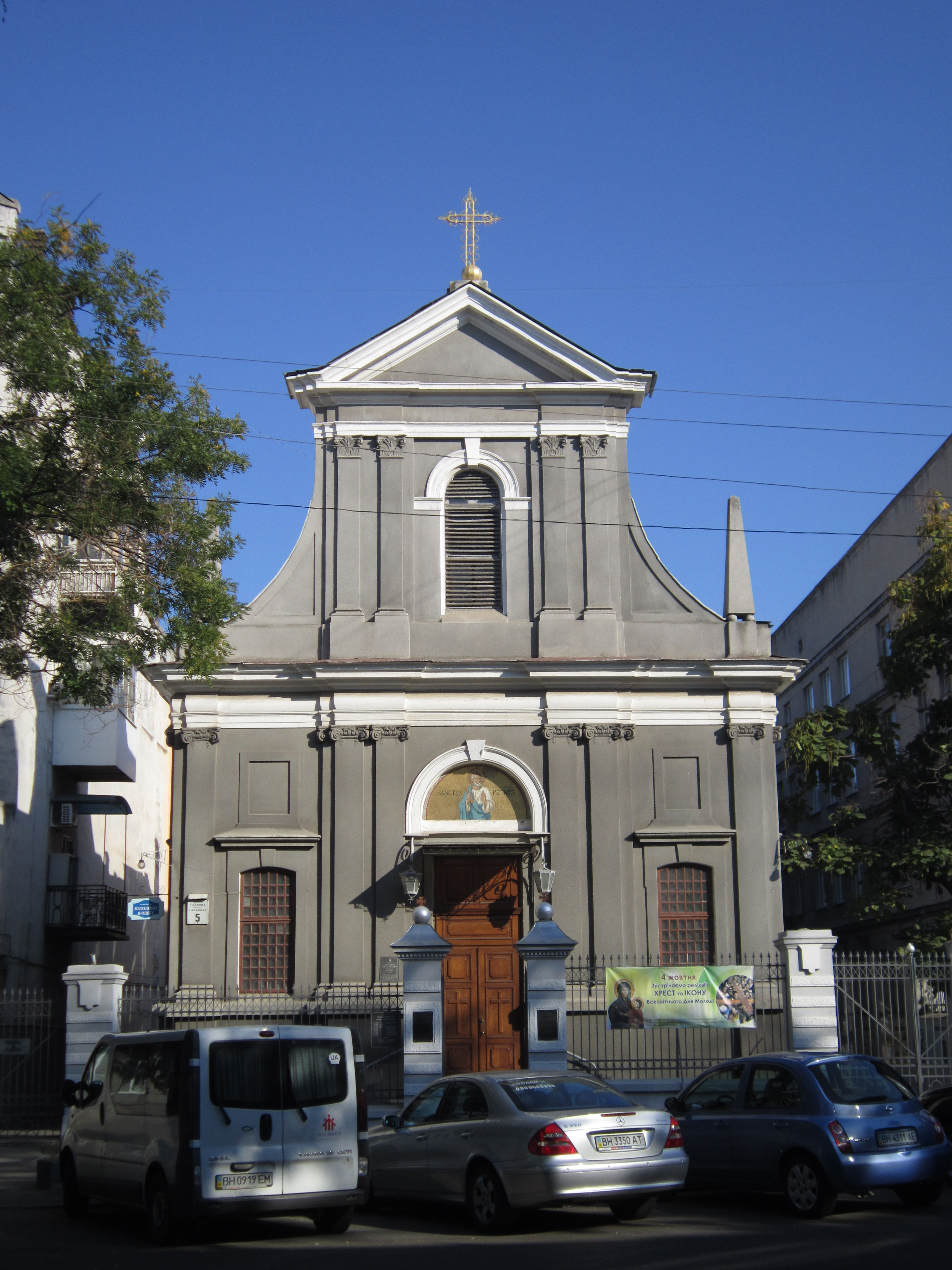
Basílica de San Pedro, en Odesa

La diócesis tiene 137 127 km² y extiende su jurisdicción sobre los fieles católicos de rito latino residentes en las óblasts de Odesa, Mykolaiv, Jersón y Kirovogrado. Comprende además la disputada península de Crimea, que en Ucrania forma legalmente la República autónoma de Crimea y la ciudad especial de Sebastopol, pero que en marzo de 2014 fue ocupada por Rusia y desde el 21 de marzo de 2014 anexionada unilateralmente conformando respectivamente la República de Crimea y la ciudad federal de Sebastopol. Tras la Invasión rusa a Ucrania en 2022 Rusia proclamó la anexión a su territorio de la óblast de Jersón, que ocupa parcialmente, y ocupa además un pequeño sector de la óblast de Mykolaiv. 
La sede de la diócesis se encuentra en la ciudad de Odesa, en donde se halla la Catedral de la Asunción de la Virgen María y la basílica de San Pedro. Los planes para la construcción de una concatedral en Simferópol fueron suspendidos en 2014 debido a la anexión rusa de la ciudad. 
En 2023 en la diócesis existían 160 parroquias agrupadas en 7 decanatos: Odesa, Balta, Bilhorod-Dniéster, Kropivnitski, Mykolaiv, Jersón y Crimea. Este último es un distrito especial de la diócesis que desde el 22 de diciembre de 2014 está bajo directa jurisdicción de la Santa Sede (aunque sin ser separado de la diócesis) como distrito pastoral de Crimea y Sebastopol, con sede en Simferópol.

## Historia

### Antecedentes
La historia del cristianismo en el territorio de la moderna diócesis de Odesa-Simferópol se remonta al siglo I. Según la leyenda, el primero en predicar allí fue Andrés el Apóstol. En el año 97 el papa san Clemente fue martirizado en Crimea. En 655 el papa Martín I también fue martirizado en Crimea, a quien el emperador romano envió allí debido a su posición contra la herejía monotelita. Los santos Cirilo y Metodio visitaron la costa del mar Negro en el siglo IX.
Después de la división de la Iglesia cristiana en 1054, los monjes franciscanos y dominicos predicaron el rito latino en la costa del mar Negro. En los siglos XIII y XIV un número significativo de católicos se concentraron en las colonias genovesas, se establecieron diócesis católicas con centros en Cafa y en Quersoneso. Con la conquista de Crimea por el Imperio otomano, los católicos genoveses supervivientes fueron deportados a Constantinopla, y el catolicismo estuvo representado por un pequeño grupo de católicos armenios y prisioneros de guerra católicos durante las guerras con la República de las Dos Naciones (siglo XVII).
Con la entrada de la costa del mar Negro en el Imperio ruso, apareció un número significativo de católicos en esas áreas, principalmente de entre los colonos alemanes y polacos. En 1847 se erigió la diócesis de Jersón, que abarcaba los territorios de las provincias de Jersón, Ekaterinoslav, Sarátov, Crimea, Astracán, el gobierno general del Cáucaso y Besarabia. Después de la arquidiócesis de Mogilev, era la diócesis más grande del Imperio ruso. Sin embargo, debido a las protestas del obispo ortodoxo, el centro formal de la diócesis se trasladó a Tiráspol, la diócesis pasó a llamarse Tiráspol y prácticamente todos los servicios diocesanos se trasladaron a Sarátov, en donde también se abrió un seminario.
En 1917 el obispo Joseph Kessler de Tiráspol decidió hacer de Odesa su residencia. El seminario teológico se trasladó allí desde Sarátov. Durante el gobierno soviético, la Iglesia católica en la Unión Soviética fue perseguida, después de otras diócesis católicas, en 1924 la diócesis de Tiráspol dejó de hecho de existir. Solo con el derrocamiento del régimen soviético y el colapso de la Unión Soviética en 1991, la Iglesia católica tuvo la oportunidad de reanudar sus actividades. Parte de la histórica diócesis de Tiráspol, que se convirtió en parte de Ucrania, por orden del papa Juan Pablo II se incluyó por primera vez en la diócesis de Kamianets-Podilski.

### Diócesis
La diócesis fue erigida el 4 de mayo de 2002 mediante la bula Caram Ucrainae del papa Juan Pablo II, con territorio separado de la diócesis de Kamianets-Podilski. La erección causó el desagrado de la Iglesia ortodoxa rusa.
El 1 de marzo de 2007 la Congregación para el Culto Divino y la Disciplina de los Sacramentos confirmó a san Clemente I como patrono principal de la diócesis.
Aunque la Santa Sede no reconoce oficialmente la anexión de Crimea por parte de Rusia, luego de un acuerdo con las autoridades rusas el 22 de diciembre de 2014 fue nombrado el obispo auxiliar Jacek Py como «delegado del distrito pastoral de Crimea y Sebastopol», que, de conformidad con el acuerdo, fue creado exclusivamente para fines administrativos para que la Iglesia católica pudiera seguir funcionando normalmente en Crimea, aunque canónicamente sigue siendo parte de la diócesis.
El territorio de la diócesis se encuentra parcialmente invadido por Rusia desde 2022, afectando la guerra gravemente a la diócesis y parte de su territorio ha sido anexado a Rusia.

## Estadísticas
Según el Anuario Pontificio 2024 la diócesis tenía a fines de 2023 un total de 18 430 fieles bautizados.
| Año                                                                             | Población            | Población | Población      | Sacerdotes | Sacerdotes    | Sacerdotes    | Bautizados por sacerdote | Diáconos permanentes | Religiosos | Religiosos | Parroquias |
| Año                                                                             | Bautizados católicos | Total     | % de católicos | Total      | Clero secular | Clero regular | Bautizados por sacerdote | Diáconos permanentes | Varones    | Mujeres    | Parroquias |
| ------------------------------------------------------------------------------- | -------------------- | --------- | -------------- | ---------- | ------------- | ------------- | ------------------------ | -------------------- | ---------- | ---------- | ---------- |
| 2003                                                                            | 15 300               | 8 500 000 | 0.2            | 10         | 5             | 5             | 1530                     |                      | 5          | 25         | 15         |
| 2004                                                                            | 16 360               | 10 000    | 0.2            | 12         | 4             | 8             | 1363                     |                      | 11         | 33         | 70         |
| 2013                                                                            | 33 000               | 9 980 000 | 0.3            | 55         | 34            | 21            | 600                      |                      | 22         | 40         | 156        |
| 2016                                                                            | 18 000               | 8 500 000 | 0.2            | 57         | 38            | 19            | 315                      |                      | 20         | 32         | 156        |
| 2019                                                                            | 18 270               | 8 453 600 | 0.2            | 80         | 58            | 22            | 228                      |                      | 23         | 33         | 160        |
| 2021                                                                            | 18 400               | 8 274 000 | 0.2            | 63         | 39            | 24            | 292                      |                      | 26         | 31         | 160        |
| 2023                                                                            | 18 430               | 8 274 000 | 0.2            | 57         | 35            | 22            | 323                      |                      | 44         | 30         | 160        |
| Fuente: Catholic-Hierarchy, que a su vez toma los datos del Anuario Pontificio. |                      |           |                |            |               |               |                          |                      |            |            |            |

## Episcopologio
- Bronisław Bernacki † (4 de mayo de 2002-18 de febrero de 2020 retirado)
- Stanislav Šyrokoradjuk, O.F.M., por sucesión el 18 de febrero de 2020